# 辻智弘
辻 智弘（つじ ともひろ、1990年8月18日 - ）は、日本の声優、福岡県出身。旧芸名は辻 千早（つじ ちはや）。
2017年からAlledgeに所属している。
特技イラスト、物真似、趣味ショッピング、メイク。

## 出演作品

### テレビアニメ
- pupa（所員A、男B、医師A）
- ウィザード・バリスターズ 弁魔士セシル（裁判官、犯人C）
- 普通の女子校生が【ろこどる】やってみた。

### 劇場アニメ
- 劇場版 薄桜鬼 第二章 士魂蒼穹

### ゲーム
- the SOUL of SEVENS（ランベルト）
- 23/7　－トゥエンティ

ースリーセブン－

### 舞台
- Theater Perfprmance Unit ヒトカケ公演　「ＺＥＲＯ-2011-」（ジョビー）

### イベント
- 「第73回東京インターナショナル・ギフト・ショー　春2012」　株式会社サカモト「スマートアルファ」（坂本龍馬）

### アプリ
- ボイスドラマノベル「three choice lovers」
- ボイスドラマアプリ「モンスターズブライド」